# Dolar namibijski
Dolar namibijski – jednostka walutowa Namibii od 1993 roku. 1 Dolar = 100 centów.
W obiegu znajdują się:
- monety o nominałach 5, 10 i 50 centów oraz 1 i 5 dolarów.
- banknoty o nominałach 10, 20, 50, 100 i 200 dolarów.

Dolar namibijski jest połączony sztywnym kursem z randem, loti i lilangeni w relacji 1:1.